# Olympia Heights, Florida
Olympia Heights är en ort (CDP) i Miami-Dade County, i delstaten Florida, USA. Enligt United States Census Bureau har orten en folkmängd på 13 488 invånare (2010) och en landarea på 6,9 km².